# Comarques de Zamora
Les comarques de Zamora són divisions territorials sense cap tipus d'estatus jurídic, però a través de relacions històriques o divisions agràries podem tenir les comarques següents:

## Comarques històriques
- Alfoz de Toro[1]
- Aliste
- Benavente y Los Valles
- La Carballeda
- La Guareña
- Sanabria
- Sayago
- Comarca de Tábara
- Tierra de Alba
- Tierra de Campos
- Tierra del Pan
- Tierra del Vino

## Comarques agràries
- Aliste
- Benavente y Los Valles
- Campos-Pan
- Duero Bajo
- Sanabria
- Sayago